# Pianotolli-Caldarello
 Pianotolli-Caldarello  là một xã của tỉnh Corse-du-Sud, thuộc vùng Corse, trên đảo Corse ở Pháp.